# 食糧管理制度
食糧管理制度（しょくりょうかんりせいど）とは、日本における主食である米や麦などの食糧の価格や供給等を、日本国政府が管理する制度をいう。
1942年（昭和17年）2月21日制定の食糧管理法（いわゆる食管法）に基づき創設された。同法は1995年（平成7年）に廃止され、代わりに主要食糧の需給及び価格の安定に関する法律（食糧法）が制定されたことを受け、食糧管理制度の呼称も食糧制度と改められた。また、2004年（平成16年）には、その食糧法に大幅な改正がなされるなど、制度の内容は時代と共に大きく変化してきている。

## 食糧管理法以前
1915年1月25日、「米価調節令」が公布された（勅令）。これにより米価低落防止のために大蔵大臣は必要に応じて米の買入れ、交換、売渡しをし得る。3月10日-5月10日、正米30万石を買上げるが効果は少ない。1918年4月25日、同令廃止公布（勅令）。
政府による食糧流通への介入は1921年（大正10年）4月4日、原内閣時に公布施行された「米穀法」に始まる。1918年米騒動ないし第一次世界大戦後米価は不安定な状態にあり、急変動を抑えるために政府による米の買入・売渡・交換・加工・貯蔵について定めた。また米穀の輸入税増減や輸出入制限の設定も可能となり、特別会計として米穀需給調節特別会計が創設された。
1931年に改正がなされ3月31日公布、7月1日施行、売買に際し米価の最高価格及び最低価格を定め、米穀の輸出入を許可制とした。この法律は1933年（昭和8年）3月29日公布、11月1日施行の「米穀統制法」に発展し、以降政府は公定した最高価格・最低価格に基づき買入・売渡を無制限に行い、輸出入制限を常時実施するようになった。
1936年（昭和11年）には補完的法律として「米穀自治管理法」が5月28日公布、9月20日施行され、管理委員会が定めた一定数量の米の強制貯蓄を生産者側に課すことで過剰米の統制が行われた。その上で公定の最低価格を割る場合は産業組合が自治的に過剰米を統制する仕組み。当時の背景としては、軍拡により重工業が発展し全工業生産額の過半数を突破する一方で、食糧安定供給を図るべく農工間の格差解消を行う方針であった。つまり米の供給高と需要高を一致させることで高米価を維持するということだが、却って米穀業者の反感を買うこととなった。
これらの法整備により、結果的に米穀取引所の取引量が急減し、1939年（昭和14年）には「米穀配給統制法」（4月12日公布）により取引所は廃止され、代替として半官半民の日本米穀株式会社が7月25日設立された。米価低下の一要因である台湾米の移出は、日本米穀が管理を実施。同時に米の先物取引は戦時下で一時廃止され、集荷機構は一元化され、後の米穀供出制や米穀配給通帳制を実施する上で、政府の権限が強化された。また米穀の卸売商や小売商は、許可制及び組合服従化され、流通販売に至るまで統制が強化された。食糧管理制度の先駆となる「米穀管理制度」はここに始まった。1939年8月25日、第4条を発動し、最高販売価格1石38円を公定、8月26日実施した。

## 食糧管理法（昭和17年2月21日法律第40号 ）
米穀統制法・米穀配給統制法を発展させ、1942年（昭和17年）の東條内閣時に食糧管理法が制定された。2月21日公布、7月1日一部施行。米穀に加え主要食糧の生産・流通・消費にわたって政府が介入して管理するというものであり、目的は食糧の需給と価格の安定である。供出価格及び供出数量は政府によって決定される。1942年9月1日、日本米穀など5団体を吸収し中央食糧営団が設立され、10月-12月各府県に地方食糧営団が設立された。
当初の対象となったのは米の他、はだか麦・大麦・小麦などの麦類である。生産者は自家保有量以外を公定価格で供出し、政府は米穀配給通帳に基づき消費者へと配給する。加工・管理は食糧営団が行う。これ以外の流通は一切認められず刑罰規定もあったものの、実際には闇市での取引が行われていた。米穀需給調節特別会計は食糧管理特別会計（食管会計）に発展し、管理業務の経理を実施。

### 戦後の食糧管理制度変遷

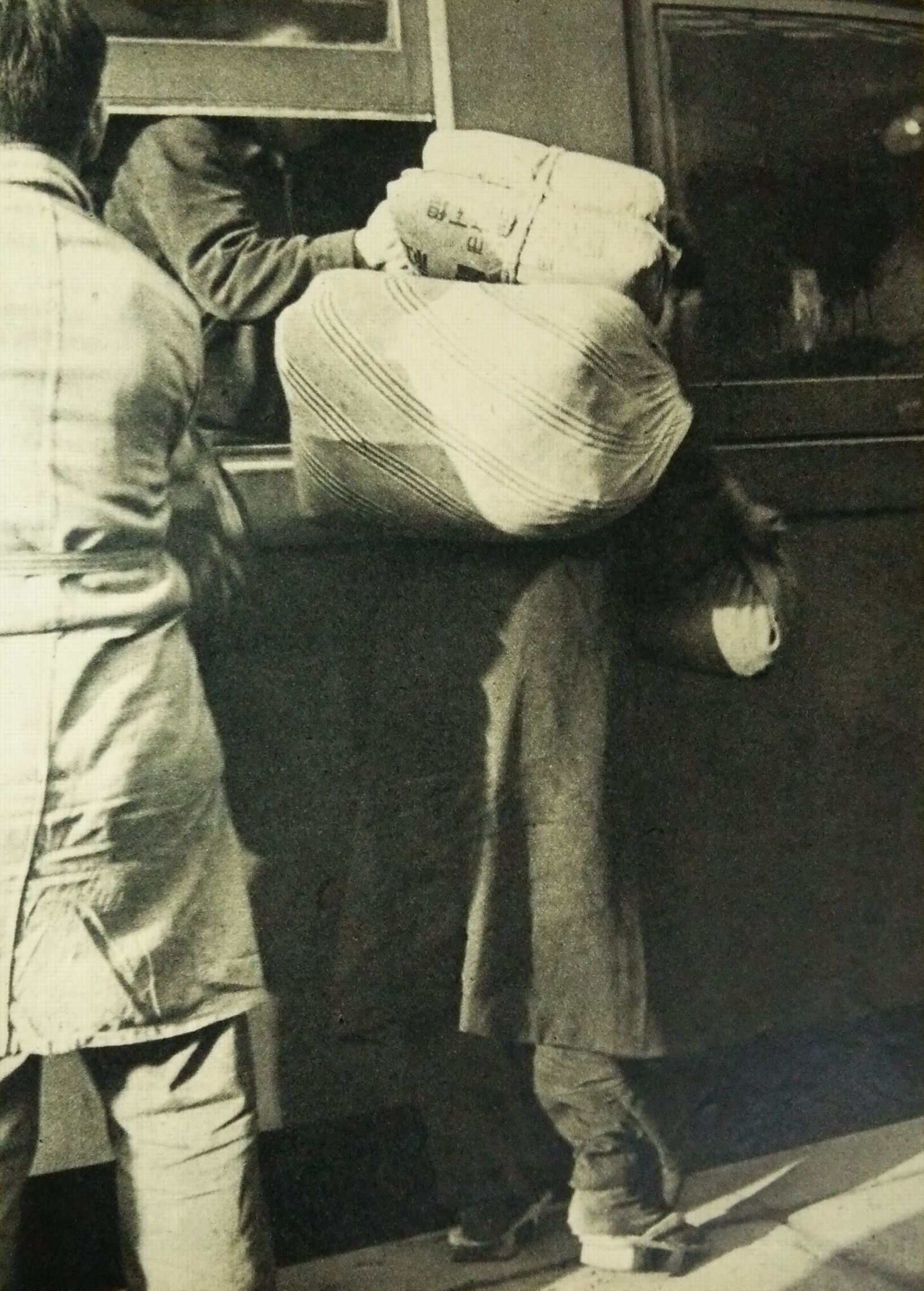
大宮駅での闇米の取引現場（1953年）

終戦直後は農業生産力が低下している上に悪天候も重なり、1945年（昭和20年）11月1日には、餓死対策国民大会が日比谷公園で開かれるなど、食糧供給状況は深刻を極めた。これに対処するため1946年2月17日、幣原内閣は臨時に食糧緊急措置令（緊急勅令）を制定し、強権的に供出と米価値上げを促したが、大多数の農民や組合の反感を買い、効果はほとんど無かった。
3月3日には物価統制令が公布施行されたが、価格設定がインフレーションに合わせ非常に高かったため、都市部住民の生活は窮乏を極め、5月1日に復活メーデーが開かれた後、5月19日には飯米獲得人民大会が皇居前広場で開かれ、労働組合員や日本共産党の党員を中心に約25万人が抗議を行った（食糧メーデー）。翌1947年12月30日、初の食糧管理法改正により、対象となる食糧に馬鈴薯・甘藷・雑穀が加えられた。また1947年12月30日食糧管理法改正公布により食糧営団に変わり食糧配給公団設立が規定され、1948年2月20日発足し、復興金融金庫より運営資金を借り入れ引き続き配給を行った。
ガリオア資金の計上により輸入食糧の補給が始まり、その後1948年7月20日に食糧確保臨時措置法が公布施行された。農林大臣は都道府県知事の意見に基づき農業計画で義務となる売渡数量を定め、これにより都道府県知事は市町村別の農業計画を定め、その指示で市町村長が生産者別の農業計画を定め指示するという内容であり、議決機関として政府に中央農業調整審議会、都道府県・市町村に農業調整委員会が設置された。
翌1949年6月25日には、三度目の食糧管理法改正により、食糧配給に関しても農林大臣の配給計画のもとで進められることとなり、農林省の外局として食糧庁が設置された。これらの体系整備により、供出制度は根本的に変わり、食糧不足は緩和され、経済安定九原則のもと、インフレーションも収束へ向かった。こうして1950年3月31日、四度目の食糧管理法改正で芋類は主要穀物の対象から外された。そして指定卸売業者や指定小売業者を通じた販売体制になったため、食糧配給公団は1951年に解散した。
1951年7月27日、農相根本龍太郎は記者会見で、1952年産米より統制撤廃を考慮と言明し、米穀統制撤廃問題がおこった。9月29日、政府に売り渡すべき1951年産米に関する政令公布（事後割当制）。11月6日、政府は、米の統制撤廃延期を声明（GHQは統制撤廃方針を了解せず、事実上白紙還元）。
その2年後の1952年5月29日には、五度目の食糧管理法改正公布（6月1日施行）で雑穀が外され、麦類は最低価格・最高価格の範囲内に価格を安定させる間接統制へと移行。一方で、米は生産者米価と消費者米価の二重価格制を採用し、消費者となる都市労働者の賃金を勘案して生産者米価を決定するようになったが、これが後の食管会計の赤字を引き起こすこととなる。その後1955年より、米は従来の割当供出制から予約売渡制（収穫前に売渡予定数量を申し込み売渡後清算を行う）へと移行し、供出制度は廃止された。

### 食糧管理制度の役割の変化
前述の通り、食糧管理制度は農工間の格差是正のため経済成長に合わせ食糧の高価格維持を戦後も続けていたが、その必要性は徐々に薄れていった。1955年以降は米の大豊作が続くようになり、米価はこれ以上引き上げず現状維持をするという潮流に変わっていった。1960年には生産者価格決定が生産費・所得補償方式となった。
また一方で、食生活の欧米化も相まって米の需要が落ち着くようになったにも拘わらず、特に品種改良や機械化の技術進歩により、北海道や北東北周辺で農業生産を拡大し続けたため、米の自給率が100%を突破した1967年以降は、過剰米（コメ余り）が出始めた。以降急激に大量の古米や古古米が余り、処分されるものも出ていたため60年代末には既に大きな問題となっていた。
食管会計は赤字がかさんだため、1969年には消費者の嗜好も考慮し、自主流通米制度（じしゅりゅうつうまいせいど）を発足させ、一部の良質な米に限り政府を通さず、直接卸売業者などへ販売することを認めた。「自主流通米」という名称は、一部の米を除き政府管理は持続するということを踏まえ、自由米（ヤミ米）と区別する意味合いで付けられた。同時に減反政策が開始され、続いて1972年に物価統制令改正で、消費者米価が自由化された（標準価格米制度）。
1973年には、古米の在庫処分が済んだことで、米の需給は一旦均衡するものの、世界食糧危機の煽りを受け、日本国民の食糧安全保障に対する意識が高まり、再び生産者米価が引き上げられたため、古米在庫や食管会計赤字は増加していった。
なお一連の政策により、従来の食糧管理制度は大きく変貌し、当初の方針とは全く異なるものとなったため、1981年6月11日に食糧管理法は全面改正された（食糧管理法の一部を改正する法律）。条文において「配給の統制」から「流通の規制」へと改め、自由流通制度を法定化するなど方針転換を明文化したこの法律は改正食糧管理法とも呼ばれる。
自由米への規制を廃止する一方で、緊急時の配給実施に備えた規定を盛り込み、流通業者は許可制とした。つまり食糧管理制度における政府の役割は、米流通の「統制」から「管理」へと変化したのである。これにより通常時の配給制度自体が廃止されたため、米穀配給通帳も廃止された。その後も卸売や小売の営業区域が拡大されるなど、流通自由化はさらに進んだ。
1990年には、自主流通米価格形成機構が設立され、自主流通米の入札制度が開始された。この頃には全流通米に占める政府管理米の流通割合は、2割を切る程に縮小した。
一方で麦類に関しては、間接統制化以降制度に変化はない。だが逆ザヤの拡大に伴い、当初は政府買入麦と割合的にほぼ同数であった民間流通麦は、大幅に減少した。また政府が全て一律に買入れを行ったため、輸入麦に比して著しく品質が劣り、日本産の麦は不味いという風潮が強まった。生産性についても、何ら改善がなされなかった。

### 食糧事情の変化と制度の限界
食糧管理費の増大
米価は米価審議会で決定されたが、1960年には従来の物価に連動したパリティ方式に基づいていたものから、高度経済成長に伴う都市と地方の所得格差に配慮した所得補償方式に移行し、米価はインフレーションに応じて高騰するようになったため、農家は米生産に関しては経済的リスクがなくなった。その結果、他の農作物に優先して生産されたことで供給過剰となり、日本国政府の在庫費用が増大した。また一方で、売渡価格は都市生活者に配慮して買入価格を下回ることとなったため、ここに逆ザヤが生じて、1980年代にはいわゆる食管赤字は1兆円にも達し、日本国政府の財政赤字要因3K（コメ、国鉄、健保）の筆頭に上げられるようになった。
1987年には、生産者米価の引き下げが行われ、逆ザヤは解消された（ただし、日本国政府の在庫管理コストは依然残る）が、現在に至るまで負債（主に食糧証券により、借り換えで賄う）の解消は遅々として進んでいない。
米流通の硬直化
一方で、消費者への流通は在庫期間の長いものから売り出されるとともに、品種にかかわらず混合されていたために味が悪く、消費者は多少高くてもおいしい米を求めるようになり、最初は管理米の枠外として縁故米や「ヤミ米」として流通する。日本国政府はこれを追認する形として、一定以上の品質を確保した米だけを自主流通米として流通させることを認めた。それでも政府管理の外においての流通は拡大し、日本国政府も食管赤字の拡大を避けるため、これらの流通を黙認した。
その結果、食糧管理法廃止直前には、自主流通米は政府管理米の2.5倍に達し、自由米は政府管理米の30％を占める状況となっていた。

### 食糧管理法廃止
このように、食糧管理法による食糧管理制度は制度的限界を生じていたが、以下の2つの事件が決定的な引き金となり、制度の根本的改革を求められるようになった。
1993年米騒動
1993年（平成5年）に起こった夏の天候不良の影響で、同年後半から翌1994年（平成6年）にかけて、日本国内の米が著しい供給不足（当時よく用いられた表現では「コメ不足」）となり、日本産米価格の暴騰・コメの緊急輸入が起き、食糧管理制度の脆弱性に対する非難が増加した。このため、日本国政府による管理を強化する一方、農家でも米を直接販売できるようにするなど、日本国政府はそれまでの方針と異なる方向への運用改善を余儀なくされた。この政府管理は、食管法が廃止される直前の1995年10月まで続けられた。
ウルグアイ・ラウンドでの米の輸入受け入れ
1995年（平成7年）、米騒動でコメの国際市場を乱したこと、自由貿易の世界経済が進む中で、ウルグアイ・ラウンド農業合意により、ミニマム・アクセスとして、コメの輸入自由化要求を飲まざるを得なくなり、主にアメリカ合衆国からコメを輸入するようになる。しかし、その米は日本の主食用消費でなく、他国への食料援助や動物飼料や加工米の用途に振り分けられた。

## 主要食糧の需給及び価格の安定に関する法律（平成6年12月14日法律第113号）
1994年（平成6年）12月14日、主要食糧の需給及び価格の安定に関する法律（いわゆる食糧法）が公布、一部の条項を除き翌1995年11月1日に施行され、これに伴い食糧管理法は廃止となった。また、制度の呼称としての「食糧管理制度」も内容の変更に沿って「食糧制度」に改められた。ただし、食糧管理特別会計（2007年度から食料安定供給特別会計）・食糧管理勘定など、一部の用語には「管理」の文字が残った。
食糧法の施行により、農家が自由に米などの作物を販売できるようになった。これはその後の米輸入解禁に備え、あらかじめ自由に米を流通させることで日本国内の農家の競争力・対応力の向上を目指したものである。一方で、政府による管理は緩和されることとなった。

### 減反政策
1970年代になると、食生活の変化の影響で、米が余るようになり、備蓄米が年間生産相当量まで達する事態も生じた。このため、日本国政府が主導して減反政策を推進してきたが、2004年（平成16年）に方針を転換し、2018年（平成30年）に減反政策をやめることになった。

### 2004年の大幅改正
食糧法を大幅に改正する主要食糧の需給及び価格の安定に関する法律等の一部を改正する法律（平成15年法律第103号）が2004年（平成16年）4月1日に施行され、従来からの農業従事者に限らず誰でも自由に米を販売したり流通させることが出来るようになるなど、1995年の食管法廃止・食糧法制定に匹敵するような制度改革が実施された。この大幅改正後の食糧法は、それまでの食糧法と区別するため「新食糧法」あるいは「改正食糧法」と呼称される。
法改正により、米穀の販売については、従来は登録制であったが、これが届出制になった。すなわち、47条1項は、「米穀の出荷又は販売の事業（その事業の規模が農林水産省令で定める規模未満であるものを除く。第五十九条において同じ。）を行おうとする者は、農林水産省令で定めるところにより、あらかじめ、次に掲げる事項を農林水産大臣に届け出なければならない」と規定している（届出制について参照、）。
また。米穀の輸入についても、一定額を支払えば自由に行うことができるようになった。34条1項は、「米穀等の輸入（関税法 （昭和二十九年法律第六十一号）第二条 に定める輸入をいう。以下この項及び第四十五条第一項において同じ。）を行おうとする者は、国際約束に従って農林水産大臣が定めて告示する額に、当該輸入に係る米穀等の数量を乗じて得た額を、政府に納付しなければならない」と規定している。

### 麦流通
麦(小麦・大麦・はだか麦)は価格統制が存在した。
（主要食糧の需給及び価格の安定を図るための基本方針）

第二条 ３ 　政府は、麦の需給及び価格の安定を図るため、麦の需給の適確な見通しを策定し、これに基づき、麦の供給が不足する事態に備えた備蓄の円滑な運営を図るとともに、麦の適切な輸入及び売渡しを行うものとする。
1952年5月29日食糧管理法改正公布（麦の統制が撤廃）、6月1日施行。
主要食糧の需給及び価格の安定に関する法律の一部改正により、2007年4月1日から麦の政府買入制度が無くなり、国内産については全量民間流通となる。 